# 세리에 A (여자 축구)
세리에 A(이탈리아어: Serie A 세리에 아[*])는 이탈리아의 여자 축구 시스템의 최상위 리그이며, 후원 계약에 따라 세리에 A 펨미닐레 이베이(Serie A Femminile eBay)가 공식 명칭이다. 여자 세리에 A라는 의미로 세리에 A 펨미닐레(이탈리아어: Serie A Femminile)로도 불린다. 이탈리아 축구 연맹이 주관한다. 하위 리그로는 세리에 B가 있다.

## 역사
1968년에 설립된 이후에 이탈리아 여자 축구 연맹, 모두를 위한 이탈리아 스포츠 연합에서 운영하는 별도의 여자 축구 리그가 존재했으며 1969년에는 모두를 위한 이탈리아 스포츠 연합에 소속되어 있던 여자 축구 클럽들이 이탈리아 여자 축구 연맹 산하 여자 축구 리그에 참여했다.
1970년에 이탈리아 여자 축구 연맹이 창설된 이후에 다시 2개의 여자 축구 리그로 나뉘었다. 1972년에는 2개의 여자 축구 연맹이 하나로 통합되면서 이탈리아 여자 축구 자치 연맹이 창설되었지만 몇몇 여자 축구 클럽들이 여자 축구 연맹 통합에 반대했기 때문에 2개의 여자 축구 리그가 존재하는 상황이 이어졌지만 1974년을 기해 단일 여자 축구 리그로 개편되었다.

## 진행 방식
세리에 A는 홈 앤 어웨이 방식의 라운드 로빈으로 진행되며 한 팀당 22경기를 치른다. 세리에 A에서 가장 낮은 성적을 기록한 2개 팀은 세리에 B로 강등되고 세리에 B에서 가장 높은 성적을 기록한 2개 팀은 세리에 A로 승격된다. 세리에 A에서 가장 높은 성적을 기록한 2개 팀은 UEFA 여자 챔피언스리그 본선에 직행한다.

## 2021-22 시즌 참가 팀
- 유벤투스 - 토리노
- 밀란 - 밀라노
- 로마 - 로마
- 인테르 - 밀라노
- 피오렌티나 - 피렌체
- 사수올로 - 사수올로
- 나폴리 - 나폴리
- 라치오 - 로마
- 삼프도리아 - 제노바
- 엠폴리 - 엠폴리
- 베로나 - 베로나
- 포밀리아노 - 포밀리아노다르코